# Concertino Schleswig-Holstein
Das Concertino Schleswig-Holstein ist ein Kammermusikensemble, bestehend aus professionellen und Amateur-Musikern, das auf historischen Instrumenten Werke überwiegend aus Norddeutschland und Skandinavien aufführt. Die Gruppe wurde 2005 von Thomas Rink gegründet und hat seitdem in unterschiedlicher Besetzung in historischen Gebäuden wie Haubargen oder Kirchen musiziert. Schwerpunkte der Arbeit sind die Aufführung von Kompositionen von Georg Philipp Telemann, Pierre Prowo, Dietrich Buxtehude, Nicolaus Bruhns und Meistern der Gottorfer Hofkapelle wie William Brade oder Johann Sommer. 

## Diskografie (Auswahl)
- Schalle nur, beliebter Ton, Concertino Schleswig-Holstein, Sopran: Amelie Müller, (Calygram 4251344702822)